# Edward Pleydell-Bouverie
Edward Pleydell-Bouverie (26 avril 1818 - 16 décembre 1889) est un homme politique libéral britannique. Il est membre de la première administration de Lord Palmerston en tant que payeur général et vice-président de la Chambre de commerce en 1855 et président du Poor Law Board entre 1855 et 1858.

## Jeunesse et éducation
Il est le deuxième fils de William Pleydell-Bouverie (3e comte de Radnor), et de sa deuxième épouse, Anne Judith, troisième fille de Sir Henry St John-Mildmay, 3e baronnet . Les maisons familiales se trouvaient au château de Longford dans le Wiltshire et à Coleshill House dans le Berkshire (aujourd'hui Oxfordshire). Jacob Pleydell-Bouverie (4e comte de Radnor), est son frère aîné. Il fait ses études à la Harrow School et au Trinity College de Cambridge, où il obtient son diplôme de Master of Arts en 1838 . Il était un secrétaire de Lord Palmerston de janvier à juin 1840 avant d'être appelé au barreau, à Inner Temple, le 27 janvier 1843.

## Carrière politique
En 1844, Pleydell-Bouverie est élu au Parlement pour Kilmarnock Burghs, une circonscription qu'il représente jusqu'en 1874 . Il est sous-secrétaire d'État au ministère de l'Intérieur dans la première administration de Lord John Russell de juillet 1850 à mars 1852, et d'avril 1853 à mars 1855, il est président des comités de la Chambre des communes, tandis que Lord Aberdeen est premier ministre. En mars 1855, lorsque Lord Palmerston devient premier ministre, Pleydell-Bouverie est nommé payeur général et vice-président de la Chambre de commerce  et admis au Conseil privé. En août de la même année, il est transféré à la présidence du Poor Law Board, poste qu'il occupe jusqu'en 1858 . Cependant, il n'a jamais été membre du cabinet. En 1857, il est nommé membre du comité du Council on Education. Il est le deuxième commissaire du domaine de l'Église d'août 1859 à novembre 1865 et, à partir de 1869, il est l'un des commissaires ecclésiastiques d'Angleterre.
Bien que libéral convaincu, Pleydell-Bouverie appartient à l'ancienne école whig et, au cours de ses dernières années au Parlement, il s'est souvent trouvé en désaccord avec les politiques du Premier ministre libéral, William Ewart Gladstone.
Lorsque le Irish University Bill est présenté en mars, Pleydell-Bouverierompt avec Gladstone. Il dénonce la mesure comme étant terriblement mauvaise et scandaleusement inadéquate à son objet professé. Il vote contre la deuxième lecture le 10 mars, lorsque le gouvernement est battu . Par la suite, dans des lettres adressées au Times, il poursuit ses attaques contre la mesure et ses rédacteurs.
Après sa retraite du Parlement en 1874, Pleydell-Bouverie est devenu en 1877 associé à la Corporation of Foreign Bondholders, et est rapidement nommé président. Sous sa direction, les dettes de nombreux pays ont été réajustées et le plan de la société pour faire face à la dette turque est confirmé par l'iradé du sultan de janvier 1882. Bouverie est vice-président du Mersey Railway à son ouverture en 1886. Il est également administrateur de la Great Western Railway et de la Peninsular and Oriental Steam Navigation Company. Il adresse de nombreuses lettres au journal The Times sous la signature de "EPB".
Il est nommé haut shérif du Wiltshire pour 1882–1883 .

## Famille
Il épouse Elizabeth Anne, la plus jeune fille du général Robert Balfour de Balbirnie, Fife, le 1er novembre 1842. Ils vivent au Market Lavington Manor dans le Wiltshire et ont deux fils, Walter (5 juillet 1848 - 20 mai 1893), capitaine du 2nd Wiltshire Rifle Volunteers, et Edward Oliver (12 décembre 1856 - 13 mai 1938), et trois filles . L'une, Eglantine, épouse Augustus Keppel Stephenson, directeur des poursuites pénales de 1884 à 1894. Elizabeth Anne est décédée en août 1889. Pleydell-Bouverie ne lui a survécu que de quatre mois et est décédé à 44 Wilton Crescent, Londres, le 16 décembre 1889, à l'âge de 71 ans.